# Римсько-католицький костел (Іркутськ)
Церква Успіння Діви Марії — католицька церква в місті Іркутську. Розташована в історичному центрі міста, за адресою: вулиця Сухе-Батора, 1. Пам'ятник архітектури федерального значення.
У зв'язку з тим, що будівництво храму було здійснено польською громадою відомий також як Польський костел. У Польщі костел внесений до списку світової культурної польської спадщини. В даний час в храмі розташовується Органний зал іркутської філармонії.

## Історія
В Іркутську в першій половині XIX століття була побудована дерев'яна церква Успіння Пресвятої Діви Марії, прихожанами якої були поляки, заслані в Сибір після Листопадового повстання 1830 року. Цей храм в 1879 році згорів. На місці згорілого храму в 1884 році була побудована нова кам'яна церква, яка збереглася до нашого часу.
З остаточним встановленням радянської влади в Іркутську для костелу і римсько-католицької громади настали далеко не кращі часи. У 1938 р богослужіння остаточно припинилося, а громада була розпущена. В будівлі костьолу розмістилася Східно-Сибірська студія кінохроніки. Зовнішні будівля не піддалося руйнуванням (хоча зсередини було перебудовано до невпізнання).
У 1974—1978 за проектом архітектора Г. А. Вязунової були проведені роботи з реставрації храму. Їх завданням було повернення будівлі первісного вигляду з усуненням зроблених перебудов. У приміщенні костелу намічалося відкрити Музей історії поляків у Сибіру. Однак пізніше влада розмістила в цій будівлі органний зал Іркутської обласної філармонії.
У 1978—1990 р у відтвореній будівлі католицького храму був відкритий зал філармонії з подальшою інтенсивною концертною та гастрольну практикою. У великій апсиді колишнього костелу був встановлений спеціально спроектований концертний орган німецької фірми (в ту пору НДР) «Олександр Шуке».

В 1991 році після відновлення католицької громади в Іркутську були зроблені спроби повернути храм католикам. При вирішенні питання про передачу будівлі костелу в одноосібну власність католицької парафії представники зіткнулися з труднощами поєднання деяких повсякденних функцій музично-концертного закладу і храму. Так само, зіграли свою роль невідповідність деяких аспектів статусу будівлі храму, віднесеного до категорії історичних пам'яток, і досить мала місткість будівлі іркутського костелу в порівнянні з сучасними потребами та завданнями місцевого католицького середовища.
У зв'язку з цим з обопільної згоди міської влади Іркутська і римсько-католицької адміністрації було прийнято рішення про спорудження великого кафедрального римо-католицького собору Непорочного Серця Божої Матері (Богородиці й Пріснодіви) в Глазково, на вул. Грибоєдова. Після затвердження Святим Престолом єпархії святого Йосифа в Іркутську був побудований новий католицький собор Непорочного Серця Пресвятої Діви Марії.
В даний час церква належить іркутській філармонії. Католицька громада Успіння Пресвятої Діви Марії здійснює в ньому щодня богослужіння після органних концертів.